# Marmagne (Saona i Loara)
Marmagne – miejscowość i gmina we Francji, w regionie Burgundia-Franche-Comté, w departamencie Saona i Loara.
Według danych na rok 1990 gminę zamieszkiwało 1339 osób, a gęstość zaludnienia wynosiła 42 osoby/km² (wśród 2044 gmin Burgundii Marmagne plasuje się na 170. miejscu pod względem liczby ludności, natomiast pod względem powierzchni na miejscu 149.).